# 예지황후

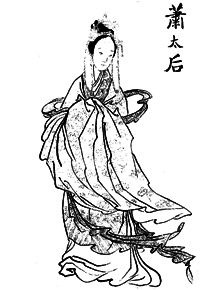

예지황후 소씨(睿智皇后 蕭氏, 953년 6월 14일 ~ 1009년 12월 29일)는 요나라의 5대 황제 경종의 부인이자 요나라의 6대 황제 성종의 어머니이다. 그녀의 이름은 소작(蕭綽)이며, 자는 염염(炎炎)이다. 아아극(雅雅克)으로 기록되기도 하고, 아명인 연연(燕燕)으로 불리기도 한다. 그녀는 아들 성종의 섭정을 하였는데, 성종은 그녀에게 승천황태후(承天皇太后) 또는 승천태후(承天太后)라는 존칭을 내렸으며, 또한 그녀의 성인 '소'를 따서 소태후(蕭太后)라고 불렸다. 그녀가 성종을 대신해서 섭정한 시기를 승천후섭정 시기라고도 부른다.

## 생애
소태후가 역사상에 등장하는 모습은, 거란을 발전시킨 현명하고 대의에 밝은 여걸의 모습이 대부분이다. 남편 경종이 몸이 허약하여 경종이 황위에 있던 시기에도 중요한 국사를 주로 처리하였다. 이후, 아들 성종이 황위에 오르자, 12세의 그를 대신하여 섭정을 하였다. 그녀는 자신의 섭정 기간에 법전을 편찬해 공포하고, 과거제를 실시하여 인재를 등용하고, 불경을 편수하여 불교 문화를 발달시켰다. 또한 993년 소손녕에게 고려를 침략케 하여 고려와 거란의 1차 전쟁을 일으키게 했으며, 1004년 송나라와 직접 전쟁을 하여 거란에 유리한 화약을 맺었다. 이를 전연의 맹이라고 부르는데, 그 이후로 송은 거란에 매년 은 10만 냥과 비단 20만 필을 세폐로 바친다. 이후, 거란은 그를 기반으로 재정을 닦고, 송과의 무역도 활성화되었다. 거란이 거대한 정복 왕조로 대제국을 이루고, 성종 때 전성기를 이룩하기 위한 기반을 닦은 여인으로 평가된다. 향년 57세를 일기로 사망했다.

## 일설
태후 재위 기간 동안 그녀가 한족이었다가 거란에 투항하여 대승상의 자리까지 오른 야율융운(耶律隆運)과 내연 관계였다는 일설이 있다.

## 가계
- 조부 : 홀몰리(忽沒裏) - 재상 적노의 본족 아우
  - 아버지 : 부마 위왕(魏王) 소사온(蕭思溫)
- 외조부 : 요 태종(遼太宗)
  - 어머니 : 연국대장공주(燕國大長公主) 야율여불고(耶律呂不古)
- 남편 : 요 경종(遼景宗)
  - 아들 : 요 성종(遼聖宗)
- 언니 : 소호련(蕭胡辇) - 요 태종의 차남 흠정황태숙(欽靖皇太叔) 야율엄철갈(耶律罨撒葛)에게 출가
- 언니 : 소씨(蕭氏) - 조왕(趙王) 야율희은(耶律喜隱)에게 출가

## 예지황후가 등장한 작품
- 《천추태후》(KBS, 2009년~2009년, 배우:심혜진)
- 《고려거란전쟁》(KBS, 2023년~2024년, 배우:손혜경